# Mario Paint
Mario Paint (マリオペイント, Mario Peinto) est un jeu vidéo ludo-éducatif de création sorti sur Super Nintendo en 1992. Mario Paint consiste en plusieurs modes de créations différents conçus pour être utilisés avec la souris Super Nintendo, soit un éditeur d'image matricielle, un programme de création d'animation 2D et un programme de création musicale. Le jeu propose aussi un mini-jeu d'adresse.

## Système de jeu

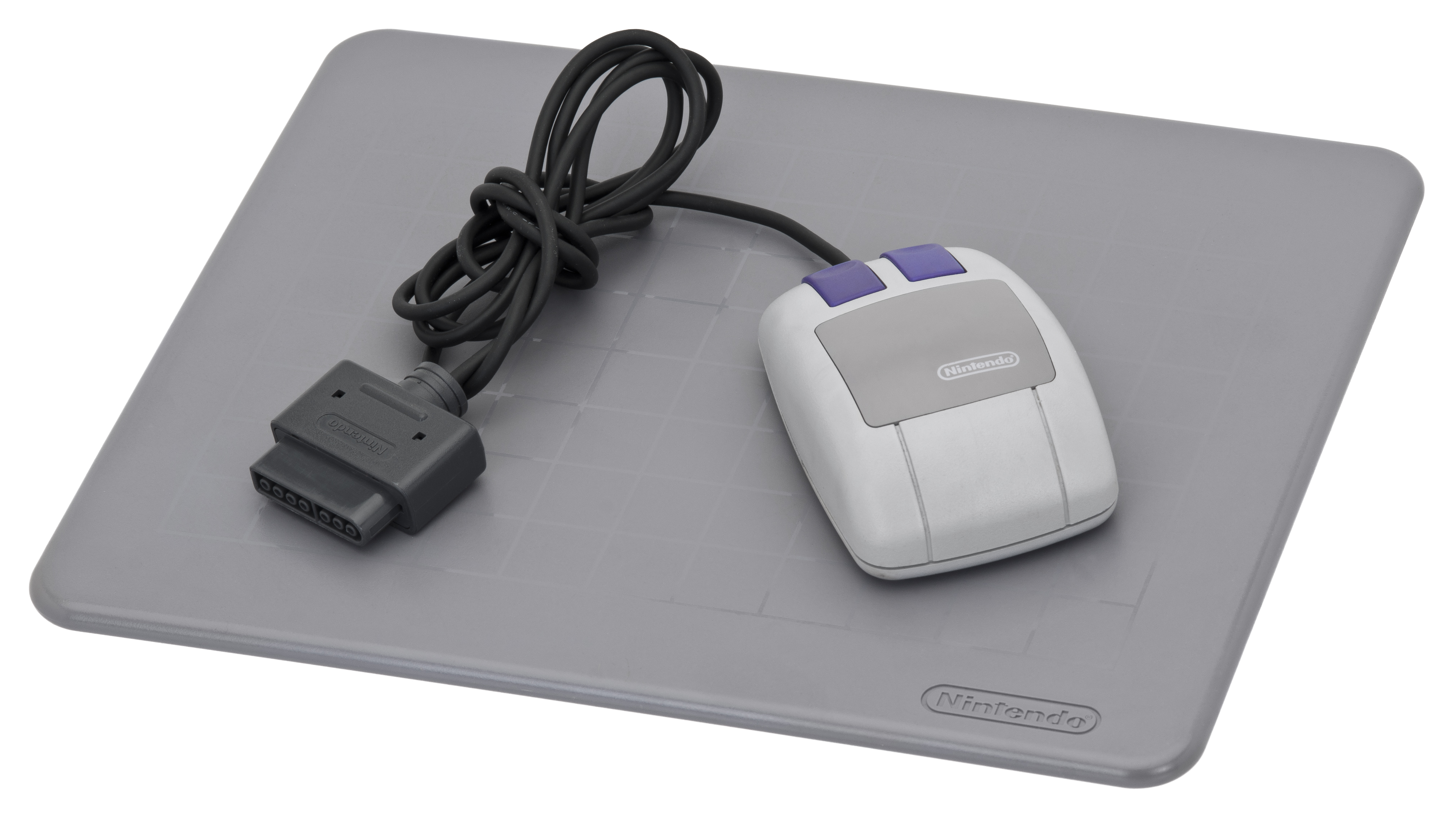
Le jeu se joue avec la souris de la Super Nintendo.

Mario Paint propose plusieurs modes de jeu de création. Le mode dessin permet au joueur de faire des dessins à l'aide de divers outils virtuels, comme des pinceaux, aérographe, lettres, tampons et idéogrammes en kanji. Il peut aussi faire du coloriage sur des illustrations en noir et blanc. Le mode animation permet de créer de courtes animations de quatre, six ou neuf images. Le mode musique permet au joueur de créer des pièces musicales en plaçant des notes sur une partition vierge. Il est possible d'utiliser plusieurs instruments, chacun étant visuellement représenté par un tampon différent. Enfin, le jeu propose en bonus un mini-jeu d'adresse dans lequel le joueur utilise le curseur de la souris comme tapette à mouches et doit écraser des insectes.

## Postérité

### Adaptations
Le jeu WarioWare: D.I.Y. sur Nintendo DS reprend l'interface de dessin et de musique de Mario Paint, en gardant presque toutes les fonctions.
Il contient notamment un Easter Egg rappelant Mario Paint en reprenant sa musique, si le joueur appelle un mini-jeu Mario Paint et qu'il le modifie.
De plus, dans Super Mario Maker, le mini-jeu d'adresse a été repris et permet de débloquer le costume de Mario Ouvrier une fois terminé.

### Mario Paint Composer
Le jeu a donné naissance à une variante : Mario Paint Composer, logiciel indépendant pour Windows non-édité par Nintendo, reprenant juste le mode "Musique" du Mario Paint sorti sur Super Nintendo, et approfondissant grandement le concept en proposant de nouvelles fonctions et de nouveaux instruments.
Le logiciel est disponible gratuitement en téléchargement sur internet et de nombreuses vidéos de musiques faites avec MPC circulent sur YouTube.

### Nintendo Switch Online
Le jeu devient disponible le 29 juillet 2025 sur Nintendo Switch Online. Il est jouable avec une souris compatible sur Nintendo Switch et avec la Joy-Con 2 en mode souris sur Nintendo Switch 2.